# Railjet
Railjet er et højhastighedstog fra Østrigs Statsbaner (ÖBB). Togene sattes i drift ved køreplansskiftet 2008/2009, og den maksimale hastighed er 230 km/t. Railjet er ÖBB's mest eksklusive togsystem. Foruden Østrig betjener det også en række nabolande.

## Historie
I stedet for elektriske togsæt som fx det tyske ICE eller de franske TGV og AGV valgte ÖBB en togtype med syv fast sammenkoblede vogne hhv. trukket og skubbet af et ellokomotiv. Princippet er det samme som DSBs to prototypelyntog fra 1980'erne, der dog aldrig sattes i serieproduktion.

## Generelt
Railjet fremføres af ÖBB's kraftige Taurus-ellokomotiv litra 1116 - også betegnet Eurosprinter fra Siemens. I 2006 slog et lokomotiv af den meget lignende type 1216 verdensrekord for lokomotiver, da det i test nåede en topfart på 357 km/t.

## Rutenet
Railjet kører mellem Wien, Salzburg, Innsbruck, Bregenz, Graz, Villach og Lienz i Østrig. Det kører endvidere i fire af Østrigs nabolande: Zürich i Schweiz, München, Stuttgart og Frankfurt i Tyskland, Budapest i Ungarn og Prag i Tjekkiet.

## Galleri
- Detaljer fra lokomotivets front
- Eksteriørbillede af en af vognene på banegården i Salzburg
- Styrevognen
- Premiumklasse
- 2. klasse